# Antitoxină

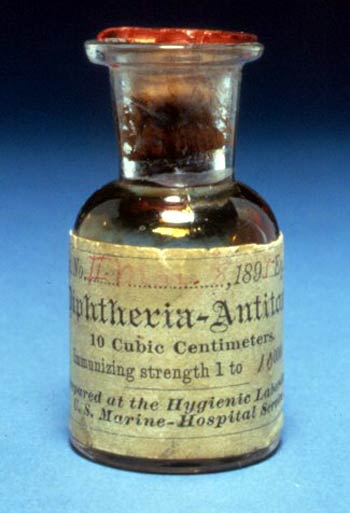
Un flacon vechi ce conținea antitoxină difterică

O antitoxină este un anticorp cu capacitatea de a neutraliza o toxină specifică. Antitoxinele sunt produse de anumite animale, plante și bacterii ca răspuns la expunerea la toxine. Deși sunt cele mai eficiente în neutralizarea toxinelor, ele pot ucide, de asemenea, bacteriile și alte microorganisme. Antitoxinele sunt produse în interiorul organismelor și pot fi injectate în alte organisme, inclusiv la oameni, pentru a trata o boală infecțioasă. 

## Istoric
Antitoxinele utilizate împotriva toxinelor difterice și tetanice au fost produse de Emil Adolf von Behring și colegii săi începând cu 1890. Utilizarea antitoxinei difterice pentru tratamentul difteriei a fost considerată de publicația The Lancet drept „cel mai important progres al secolului [XIX] în tratamentul medical al bolilor infecțioase acute”.